# Words from the Genius
Albums de GZA
Liquid Swords
(1995)
Singles
1. Come Do Me
Sortie : 6 février 1991
2. Words from a Genius
Sortie : 8 août 1991
3. Who's Your Rhymin' Hero
Sortie : 7 novembre 1991

Words from the Genius est le premier album studio de GZA (sous le nom The Genius), sorti le 19 février 1991.
L'album a été réédité à deux reprises. La première fois, en 1994, l'ordre des titres a été changé et la chanson Come Do Me a été remplacée par Pass the Bone. La deuxième réédition, en 2006, propose quant à elle trois titres supplémentaires.

## Liste des titres
| No  | Titre                        | Contient un (des) sample(s) de                                                           | Durée |
| --- | ---------------------------- | ---------------------------------------------------------------------------------------- | ----- |
| 1.  | Come Do Me                   |                                                                                          | 4:50  |
| 2.  | Phony as Ya Wanna Be         | Sang and Dance des Bar-Kays                                                              | 5:05  |
| 3.  | True Fresh M.C.              | Get Off Your Ass and Jam de Funkadelic La Di Da Di de Doug E. Fresh et Slick Rick        | 3:39  |
| 4.  | The Genius Is Slammin'       | Same Old Thing des Meters L.A. Jazz Song de Booker T. and the M.G.'s                     | 4:24  |
| 5.  | Words From a Genius          | Get Up, Get Into It, Get Involved de James Brown One Nation Under a Groove de Funkadelic | 5:07  |
| 6.  | Who's Your Rhymin' Hero      | Ain't It Funky Now de Jimmy McGriff                                                      | 4:36  |
| 7.  | Feel the Pain                |                                                                                          | 3:43  |
| 8.  | Those Were the Days          | Get Up, Get Into It, Get Involved de James Brown                                         | 4:38  |
| 9.  | Life of a Drug Dealer        | Mary Jane de Bobby Rush                                                                  | 3:43  |
| 10. | Stop the Nonsense            |                                                                                          | 3:44  |
| 11. | Living Foul                  |                                                                                          | 4:26  |
| 12. | Drama                        | All the Way Lover de Millie Jackson                                                      | 4:03  |
| 13. | Stay Out of Bars             |                                                                                          | 3:56  |
| 14. | What Silly Girls Are Made of | All Because d'Al Green                                                                   | 4:34  |
| 15. | Superfreak                   |                                                                                          | 4:39  |

| 16. | Pass the Bone                             | 3:53 |
| 17. | Words From a Genius (Prince Rakeem Remix) | 3:31 |
| 18. | Come Do Me (Dub)                          | 3:37 |